# BMW E38
El BMW E38 es la base para el BMW Serie 7 de 1994 a 2001,el cual sustituye al BMW E32 en 1994 y fue sustituido por el BMW E65/E66 en 2001. El desarrollo de la tercera generación del serie 7 comenzó a principios de 1988 con nombre en código "Entwicklung 99". Entre 1989 y 1990 el trabajo de estilismo estaba hecho, cuando el concepto de Boyke Boyer fue elegido y refinado posteriormente por los ingenieros.  Si bien el E38 es conocido por ser un vehículo de mantenimiento intensivo, el motor V12 del 750i es el modelo con menos problemas de esta generación, de la serie 7 que en el anterior modelo E32. No es raro encontrar a este modelo en particular con más de 200 000 millas (320 000 km).

## Motorizaciones
| Motores de gasolina            | Motores de gasolina                               | Motores de gasolina                               | Motores de gasolina                               | Motores de gasolina                               | Motores de gasolina       | Motores de gasolina                               | Motores de gasolina                               | Motores de gasolina                  | Motores de gasolina                  | Motores de gasolina       | Motores de gasolina       | Motores de gasolina       |
|                                | 728i                                              | 728i                                              | 730i                                              | 735i                                              | 735i                      | 740i                                              | 740i                                              | 740i                                 | 750i                                 |                           |                           |                           |
| ------------------------------ | ------------------------------------------------- | ------------------------------------------------- | ------------------------------------------------- | ------------------------------------------------- | ------------------------- | ------------------------------------------------- | ------------------------------------------------- | ------------------------------------ | ------------------------------------ | ------------------------- | ------------------------- | ------------------------- |
| Periodo                        | 1995-1998                                         | 1998-2001                                         | 1995-1998                                         | 1996-1998                                         | 1998-2001                 | 1995-1998                                         | 1996-1998                                         | 1998-2001                            | 1995-2001                            |                           |                           |                           |
| Identificación del motor       | M52 B28                                           | M52 TUB28                                         | M60 B30                                           | M62 B35                                           | M62 TUB35                 | M60 B40                                           | M62 B44                                           | M62 TUB44                            | M73 B54                              |                           |                           |                           |
| Tipo de motor                  | L6 24v                                            | L6 24v                                            | V8 32v                                            | V8 32v                                            | V8 32v                    | V8 32v                                            | V8 32v                                            | V8 32v                               | V12 24v                              |                           |                           |                           |
| Diámetro x carrera             | 84.0 mm × 84.0 mm                                 | 84.0 mm × 84.0 mm                                 | 84.0 mm × 67.6 mm                                 | 84.0 mm × 78.9 mm                                 | 84.0 mm × 78.9 mm         | 89.0 mm × 80.0 mm                                 | 92.0 mm × 82.7 mm                                 | 92.0 mm × 82.7 mm                    | 85.0 mm × 79.0 mm                    |                           |                           |                           |
| Cilindrada                     | 2793 cm³                                          | 2793 cm³                                          | 2997 cm³                                          | 3498 cm³                                          | 3498 cm³                  | 3982 cm³                                          | 4398 cm³                                          | 4398 cm³                             | 5379 cm³                             |                           |                           |                           |
| Relación de compresión         | 10.2: 1                                           | 10.2: 1                                           | 10.5: 1                                           | 10.0: 1                                           | 10.0: 1                   | 10.0: 1                                           | 10.0: 1                                           | 10.0: 1                              | 10.0: 1                              |                           |                           |                           |
| Potencia máxima: CV (kW) @ rpm | 193 CV (142 kW) @ 5300                            | 193 CV (142 kW) @ 5500                            | 218 CV (160 kW) @ 5800                            | 235 CV (173 kW) @ 5700                            | 238 CV (175 kW) @ 5800    | 286 CV (210 kW) @ 5800                            | 286 CV (210 kW) @ 5700                            | 286 CV (210 kW) @ 5400               | 326 CV (240 kW) @ 5000               |                           |                           |                           |
| Par máximo: Nm @ rpm           | 280 Nm @ 3950                                     | 280 Nm @ 3500                                     | 290 Nm @ 4500                                     | 320 Nm @ 3300                                     | 345 Nm @ 3800             | 400 Nm @ 4500                                     | 420 Nm @ 3900                                     | 440 Nm @ 3600                        | 490 Nm @ 3900                        |                           |                           |                           |
| Tracción                       | Trasera                                           | Trasera                                           | Trasera                                           | Trasera                                           | Trasera                   | Trasera                                           | Trasera                                           | Trasera                              | Trasera                              | Trasera                   |                           |                           |
| Transmisión                    | Manual, 5 velocidades / Automática, 5 velocidades | Manual, 5 velocidades / Automática, 5 velocidades | Manual, 5 velocidades / Automática, 5 velocidades | Manual, 5 velocidades / Automática, 5 velocidades | Automática, 5 velocidades | Manual, 6 velocidades / Automática, 5 velocidades | Manual, 6 velocidades / Automática, 5 velocidades | Automática, 5 velocidades            | Automática, 5 velocidades            | Automática, 5 velocidades | Automática, 5 velocidades | Automática, 5 velocidades |
| Peso                           | -                                                 | 1785 kg                                           | -                                                 | -                                                 | 1885 kg                   | -                                                 | -                                                 | 1925 kg                              | 2055 kg                              |                           |                           |                           |
| Aceleración 0–100 km/h         | 8.6 s                                             | 8.6 s                                             | 8.3 s                                             | 7.6 s                                             | 8.2 s                     | 6.9 s                                             | 6.6 s                                             | 7.0 s                                | 6.6 s                                |                           |                           |                           |
| Velocidad máxima               | 227 km/h                                          | 228 km/h                                          | 235 km/h                                          | 244 km/h                                          | 243 km/h                  | 250 km/h (Limitada electrónicamente)              | 250 km/h (Limitada electrónicamente)              | 250 km/h (Limitada electrónicamente) | 250 km/h (Limitada electrónicamente) |                           |                           |                           |
| Consumo combinado (L/100 km)   | 10.0                                              | 10.0                                              | -                                                 | -                                                 | 12.1                      | -                                                 | -                                                 | 12.5                                 | 13.6                                 |                           |                           |                           |

| Periodo                        | 1996-2000                                         | 1998-2000                                                  | 2000-2001                                                  | 1999                                                       | 1999-2001                                                  |
| Identificación del motor       | M51 D25                                           | M57 D30                                                    | M57 D30                                                    | M67 D40                                                    | M67 D40                                                    |
| Tipo de motor                  | L6 12v, turbo, intercooler                        | L6 24v, inyección directa, common-rail, turbo, intercooler | L6 24v, inyección directa, common-rail, turbo, intercooler | V8 32v, inyección directa, common-rail, turbo, intercooler | V8 32v, inyección directa, common-rail, turbo, intercooler |
| Diámetro x carrera             | 80.0 mm × 82.8 mm                                 | 84.0 mm × 88.0 mm                                          | 84.0 mm × 88.0 mm                                          | 84.0 mm × 88.0 mm                                          | 84.0 mm × 88.0 mm                                          |
| Cilindrada                     | 2497 cm³                                          | 2926 cm³                                                   | 2926 cm³                                                   | 3901 cm³                                                   | 3901 cm³                                                   |
| Relación de compresión         | 22.0: 1                                           | 18.0: 1                                                    | 18.0: 1                                                    | 18.0: 1                                                    | 18.0: 1                                                    |
| Potencia máxima: CV (kW) @ rpm | 143 CV (105 kW) @ 4600                            | 184 CV (135 kW) @ 4000                                     | 193 CV (142 kW) @ 4000                                     | 238 CV (175 kW) @ 4000                                     | 245 CV (180 kW) @ 4000                                     |
| Par máximo: Nm @ rpm           | 280 Nm @ 2200                                     | 410 Nm @ 2000-3000                                         | 430 Nm @ 1750-3000                                         | 560 Nm @ 2000                                              | 560 Nm @ 1750-2500                                         |
| Tracción                       | Trasera                                           | Trasera                                                    | Trasera                                                    | Trasera                                                    | Trasera                                                    |
| Transmisión                    | Manual, 5 velocidades / Automática, 5 velocidades | Automática, 5 velocidades                                  | Automática, 5 velocidades                                  | Automática, 5 velocidades                                  | Automática, 5 velocidades                                  |
| Peso                           | -                                                 | 1830 kg                                                    | 1905 kg                                                    | 1960 kg                                                    | 2035 kg                                                    |
| Aceleración 0–100 km/h         | 11.5 s                                            | 9.2 s                                                      | 8.9 s                                                      | 8.4 s                                                      | 8.4 s                                                      |
| Velocidad máxima               | 206 km/h                                          | 220 km/h                                                   | 220 km/h                                                   | 242 km/h                                                   | 242 km/h                                                   |
| Consumo combinado (L/100 km)   | -                                                 | 8.7                                                        | 8.7                                                        | 9.8                                                        | 9.8                                                        |

## Versión larga
Todos los modelos de gasolina anteriormente mencionados (728i, 730i, 735i, 740i y 750i) están disponibles en versión larga (728iL, 730iL, 735iL, 740iL y 750iL). No existe ningún modelo largo con motor diésel.

## Equipamiento
Los modelos E38, se ofrecieron con una transmisión manual de cinco o seis velocidades o una transmisión automática de 5 velocidades.
Entre el equipamiento del E38 se incluyen faros de xenón (fue el primer vehículo en incorporarlos), un sistema de sonido con 14 altavoces y 4 subwoofers, así como un intercambiador de 6 CD; sistema de navegación por satélite y limpiaparabrisas con sensor de lluvia. Otras características incluyen un sistema automático de climatización mediante mandos separados para el conductor y los pasajeros, asientos eléctricos con memoria, airbags laterales y de cortina y también un sistema de protección (SPH) también estándar. El coche ofrece todo su interior en cuero con acabado de madera nogal. El movimiento de Confort del Asiento se introdujo en 1998 para mejorar la comodidad y reducir la fatiga para el conductor y pasajero.

## Modelos de América
- 740i (M60B40, M62B44, M62TUB44): Gasolina, 8 cilindros en V, 4.0 litros, 32 v, 286 CV, 210 kW (1995 - 1996)
- 740iL (M60B40, M62B44, M62TUB44): Gasolina, 8 cilindros en V, 4.0 litros, 32 v, 286 CV, 210 kW (1995 - 1996)
- 750i (M73B54, M73TUB54): Gasolina, 12 cilindros en V, 5.4 litros, 24 v, 326 CV, 240 kW (1995 - 1997)

## Precios base de América
- 740i: 62 900$ = 49 188.74 €
- 740iL: 66 900$ = 52 316.08 €
- 750iL: 92 100$ = 72 022.58 €

La producción del último E38 terminó en julio de 2001.
- Datos: Q1141639
- Multimedia: BMW E38 / Q1141639